# 19.º Ejército (Imperio alemán)
El 19.º Ejército (en alemán: 19. Armee/Armeeoberkommando 19/A.O.K. 19) fue un nivel de mando de ejército del ejército imperial alemán durante la Primera Guerra Mundial. Se formó en Francia el 4 de febrero de 1918 a partir del antiguo comando del Ejército del Sur. Sirvió exclusivamente en el Frente Occidental y se disolvió el 24 de enero de 1919.

## Historia
El 19° Ejército fue uno de los tres ejércitos (junto con el 17.º Ejército y el 18.º Ejército) formado a fines de 1917/principios de 1918 con las fuerzas retiradas del Frente Oriental. Estaban en su lugar para participar en la ofensiva de primavera de Erich Ludendorff. Los alemanes se habían dado cuenta de que su única posibilidad restante de victoria era derrotar a los Aliados antes de que se pudieran desplegar los abrumadores recursos humanos y materiales de los Estados Unidos. También tenían la ventaja temporal en números proporcionados por casi 50 divisiones liberadas por la retirada rusa de la guerra (Tratado de Brest-Litovsk). Todavía existía cuando terminó la guerra, sirviendo en el Frente Occidental como parte de Heeresgruppe Herzog Albrecht von Württemberg.

## Orden de batalla, 30 de octubre de 1918
Al final de la guerra, la mayoría de las unidades asignadas eran divisiones Landwehr de menor calidad, indicativas del sector relativamente tranquilo en el que operaba el ejército.
| Organización del 19.º Ejército el 30 de octubre de 1918 | Organización del 19.º Ejército el 30 de octubre de 1918 | Organización del 19.º Ejército el 30 de octubre de 1918 |
| Ejército                                                | Cuerpo                                                  | División                                                |
| ------------------------------------------------------- | ------------------------------------------------------- | ------------------------------------------------------- |
| 19.º Ejército                                           | 18° Cuerpo                                              | 84.ª Brigada Landwehr                                   |
| 19.º Ejército                                           | 18° Cuerpo                                              | 48.ª División Landwehr                                  |
| 19.º Ejército                                           | 66° Cuerpo (zb V.)                                      | 2.ª Eivisión Landwehr Bávara                            |
| 19.º Ejército                                           | 66° Cuerpo (zb V.)                                      | 19.ª División Ersatz                                    |
| 19.º Ejército                                           | 66° Cuerpo (zb V.)                                      | 17.ª División de Reserva                                |
| 19.º Ejército                                           | XV Cuerpo                                               | 1.ª División Landwehr Bávara                            |
| 19.º Ejército                                           | XV Cuerpo                                               | 83.ª División                                           |

## Comandantes
El 19.º Ejército tenía los siguientes comandantes:
| Desde                  | Comandante                                   | Cargo anterior             | Cargo posterior                                       |
| ---------------------- | -------------------------------------------- | -------------------------- | ----------------------------------------------------- |
| 4 de febrero de 1918   | General de Infantería Felix Graf von Bothmer | Ejército del Sur           | Asesor del Ministerio de Asuntos Militares de Baviera |
| 9 de abril de 1918     | Generaloberst Felix Graf von Bothmer         | Ejército del Sur           | Asesor del Ministerio de Asuntos Militares de Baviera |
| 8 de noviembre de 1918 | General de Infantería Karl von Fasbender     | I Cuerpo de Reserva Bávaro | Estado de reserva activa                              |

## Glosario
- Armee-Abteilung o destacamento del ejército en el sentido de "algo separado de un ejército". No está bajo el mando de un ejército, por lo que es en sí un pequeño ejército.[6]
- Armee-Gruppe o Grupo de Ejércitos en el sentido de un grupo dentro de un Ejército y bajo su mando, generalmente formado como una medida temporal para una tarea específica.
- Heeresgruppe o Grupo de Ejércitos en el sentido de varios ejércitos bajo un solo comandante.